# Forma de Chern–Simons
En matemàtiques, les formes diferencials de Chern–Simons són un tipus de classes característiques secundàries. Tenen aplicacions importants en teories de gauge en física moderna (especialment la 3-forma sobre una 3-varietat, que està relacionada amb el funcional de Yang-Mills per a 4-varietats) i defineixen l'acció de la teoria de Chern–Simons. La forma rep el nom dels matemàtics Shiing-Shen Chern i James Harris Simons, coautors d'un article del 1974 intitulat "Formes Característiques i Invariants Geomètriques", a partir del qual la teoria va sorgir.

## Definició
Donada una varietat i una 1-forma {\displaystyle \mathbf {A} } de l'àlgebra de Lie, per sobre de la primera, podem definir una família de formes diferencials com segueix.
En una dimensió, l'1-forma de Chern–Simons ve donada per 
{\displaystyle \operatorname {Tr} [\mathbf {A} ].}
En tres dimensions, la 3-forma de Chern–Simons ve donada per 
{\displaystyle \operatorname {Tr} \left[\mathbf {F} \wedge \mathbf {A} -{\frac {1}{3}}\mathbf {A} \wedge \mathbf {A} \wedge \mathbf {A} \right]=\operatorname {Tr} \left[d\mathbf {A} \wedge \mathbf {A} +{\frac {2}{3}}\mathbf {A} \wedge \mathbf {A} \wedge \mathbf {A} \right].}
En cinc dimensions, la 5-forma de Chern–Simons és
{\displaystyle {\begin{aligned}&\operatorname {Tr} \left[\mathbf {F} \wedge \mathbf {F} \wedge \mathbf {A} -{\frac {1}{2}}\mathbf {F} \wedge \mathbf {A} \wedge \mathbf {A} \wedge \mathbf {A} +{\frac {1}{10}}\mathbf {A} \wedge \mathbf {A} \wedge \mathbf {A} \wedge \mathbf {A} \wedge \mathbf {A} \right]\\[6pt]={}&\operatorname {Tr} \left[d\mathbf {A} \wedge d\mathbf {A} \wedge \mathbf {A} +{\frac {3}{2}}d\mathbf {A} \wedge \mathbf {A} \wedge \mathbf {A} \wedge \mathbf {A} +{\frac {3}{5}}\mathbf {A} \wedge \mathbf {A} \wedge \mathbf {A} \wedge \mathbf {A} \wedge \mathbf {A} \right]\end{aligned}}}
on la curvatura F és definida com a 
{\displaystyle \mathbf {F} =d\mathbf {A} +\mathbf {A} \wedge \mathbf {A} .}
La forma de Chern–Simons general és definida de manera que 
{\displaystyle d\omega _{2k-1}=\operatorname {Tr} (F^{k}),}
on el producte exterior és emprat per a definir Fk. La part dreta d'aquesta equació és proporcional al caràcter de Chern d'ordre k de la connexió {\displaystyle \mathbf {A} }.
En general, la p-forma de Chern–Simons és definida per a qualsevol valor de p senar. La seva integral sobre una varietat p-dimensional és una invariant geomètrica global, i és típicament un invariant de gauge modulo l'addició d'un enter.